# Sayd
Sayd è un personaggio dei fumetti DC Comics. È adesso un membro esiliato dei Guardiani dell'Universo. Dove la maggior parte dei Guardiani erano privi di emozioni e rigidi nel compimento della loro politica standardizzata, le sensibilità di Sayd erano più in sintonia con quelle di Ganthet, un Guardiano conosciuto per il suo pensiero non tradizionale. I due furono esiliati (in parte) a causa dell'amore che provavano l'uno per l'altra.

## Sfondo
In Green Lantern n. 150 Kyle Rayner (come Ion) riaccese la Batteria del Potere Centrale su Oa e ridiede la vita ai Guardiani deceduti. Tuttavia furono rianimati come bambini, sia maschi che femmine, invece di maschi adulti (la loro forma originale). Sayd era una dei membri dei Guardiani rinati, ed una delle sei femmine (erano dodici individui in totale) membri dell'organizzazione.

### Il Libro di Oa
In Green Lantern n. 24, Sayd lesse un capitolo proibito del Libro di Oa, che prediceva la profezia di una rivelazione cosmica: "La notte più profonda". Quando la minaccia dei Sinestro Corps metteva in pericolo l'intero multiverso, Sayd raccontò dell'incidente ai suoi colleghi come di un segno dell'incombente notte più profonda. Gli altri Guardiani respinsero la sua preoccupazione e ignorarono la profezia, assumendo che fosse solo una superstizione. Sayd protestò quando i Guardiani riscrissero il Libro di Oa, ma lei e Ganthet furono ignorati e banditi dal loro consiglio per aver "agito con emozioni" (un'accusa che faceva intendere che i due erano innamorati). Lei e Ganthet ricomparvero sulla Terra, per intrappolare Parallax all'interno delle batterie del potere delle Lanterne Verdi del pianeta; dopo di che Ganthet chiese indietro il suo vecchio anello a Kyle Rayner (dopo essere stato liberato dell'entità della paura e non servendo più come Ion).
Alla fine di Sinestro Corps War, Ganthet e Sayd furono mostrati insieme sul pianeta Odym. I due presero la luce blu della speranza; una delle sette luci dello Spettro emozionale. In preparazione della notte più profonda e motivati dalla speranza per la vita nell'universo, misero in piedi un Corpo tutto loro: le Lanterne Blu. Combinando le loro abilità per formare il primo anello blu del potere, entrambi i Guardiani si evolsero in due nuovi esseri capaci di provare speranza per sé e per gli altri. Il primo ad essere reclutato nel nuovo Corpo fu Saint Walker, che li assistette cominciando una catena di reclutamento dal primo settore in avanti. Tra i piani di Ganthet e Sayd per combattere la notte più profonda, c'era quello di far guidare il nuovo Corpo da Hal Jordan (potenziando l'intero gruppo con la sua volontà), e di formare un'alleanza con la tribù Indigo.

### La notte più profonda
Alla fine di Agent Orange in Green Lantern, Ganthet, Sayd, e le Lanterne Blu si ritrovarono attaccati da un plotone di Lanterne Arancioni guidate da un costrutto di Larfleeze, che arrivò su Odym per ottenere un anello blu. Furono salvati da Hal Jordan, che era accompagnato da Sinestro, Carol Ferris e Indigo-1. I visitatori presero Saint Walker, Ganthet, e Sayd per localizzare il vero Larfleeze ed Atrocitus per mettere insieme un membro di ogni Corpo al fine di creare la "luce bianca della creazione" che avrebbe distrutto il Corpo delle Lanterne Nere. Entrambi i personaggi furono restìi ad unirsi nell'inconfortevole alleanza; Larfleeze domandò un suo Guardiano personale dopo aver saputo che i Corpi delle Lanterne Verdi, Blu e Nere ne avevano uno. Al fine di placarlo e di reclutarlo, Sayd si offrì di rinunciare alla sua libertà e diede in pegno la sua devozione alla Lanterna Arancione se avesse acconsentito a seguirli (nonostante le proteste di Ganthet). Dopo essere giunti a Coast City, Sayd e Ganthet furono due degli eroi che si opposero a Nekron e alla sua armata; incluso un tentativo di liberazione dei Guardiani di Oa intrappolati da Scar nella Batteria Nera del Potere Centrale.